# Joachim Mörlin
Joachim Mörlin (Wittenberg, 6 de abril de 1514 — Königsberg, 23 de maio de 1571) foi um teólogo, reformador alemão e figura relevante nas controvérsias que se seguiram à morte de Lutero.
Mörlin estudou na Universidade de Wittenberg de 1532 a 1536, onde teve como professores Martinho Lutero, Filipe Melanchthon, Justus Jonas, o Velho e Caspar Cruciger, o Velho. Depois de uma breve permanência em Coburgo, retornou para Wittenberg e em 1539 tornou-se capelão de Lutero, declinando de um convite para suceder Johannes Poliander (1487-1541) em Königsberg. Aluno sincero de Lutero, Mörlin foi mais influenciado pela dogmática de Melanchthon, embora fosse desprovido de simpatia pelos esforços de Filipe no processo de união com os católicos reformados.
Em 22 de setembro de 1540 deixou Wittenberg para se tornar superintendente em Arnstadt, onde em março de 1543 foi deposto, devido à sua rígida disciplina e oposição à união dos grupos conflitantes, embora mostrasse grande atividade, seriedade moral e coragem. Porém, nem o apelo de sua congregação nem a simpatia de Lutero conseguiram superar a hostilidade do Conde de Schwartzburg(1499-1552), e em 10 de maio de 1544, Mörlin se tornou superintendente em Göttingen. Continuou firme na insistência sobre a pureza da vida e da doutrina, tendo aí escrito seu "Enchiridion catecheticum". Deu aulas de retórica na Escola Latina bem como falava de Erasmo e do Loci Theologi de Melanchthon.
As atividades de Mörlin chegaram ao fim devido a seu descomprometimento com a união defendida pela "Ínterim de Augusburgo" realizada em 17 de janeiro de 1550, não obstante os protestos de ambos os conselhos e da congregação do Duque Erich (1528-1584), foi ele afastado do ofício. Daí, Mörlin foi para Erfurt, viajou para Arnstadt e finalmente chegou em Schleusingen, onde ele viveu e pregou no castelo do conde de Henneberg. Todavia, nem mesmo aí conseguiu viver com tranquilidade, e em 25 de agostode 1550 deixou Schleusingen, chegando em Königsberg no dia 13 de setembro de 1550. Como a Prússia não pertencia constitucionalmente ao império, ele não pode ser molestado, e em 27 de setembro desse ano foi nomeado pastor e inspetor da Catedral de Königsberg.
Em 1567 tornou-se Bispo de Samland, na Prússia Oriental.

## Obras
- Enchiridion catecheticum - 1544
- Von der Rechtfertigung des glaubens: gründtlicher warhafftiger bericht, auss ... - 1552
- Historia Welcher gestalt sich die Osiandrische schwermerey im lande zu ... - 1554
- Antwort auff das Buch des Osiandrischen schwermers in Preussen, M. Vogels ... - 1557
- Apologia Auff die vermeinte widerlegung des Osiandrischen Schwermers in ... - 1558
- Contra Sacramentarios: Dispvtationes Dvae, Prima De Coena Domini, Altera de communicatione Idiomatum. Item Declarationes dvæ & uera sententia Avgvstanæ Confessionis, in articulo de Cæna Domini, Quibus subscripserunt inferioris Saxoniæ Theologi, qui fuerunt in proximo Conuentu Brunschuicensi, Anno Domini 1561. mense Februario
- Wie die Bücher und Schrifften, des tewren und Seligen Manns Gottes D ... - 1565
- Wider die Landlügen, der Heidelbergischen Theologen - 1565
- Repetitio corporis doctrinae ecclesiasticae oder Widerholung der Summa und ... - 1567
- Themata De Imagine Dei In Homine: Avthore D. Ioachimo Morlino Episcopo ... - 1570
- Disputatio. Contra Novam Corruptelam, Qua Asseritur, Operum praesentiam in actu Iustificationis necessariam esse, &c - 1570
- Propositiones theologicæ, oppositæ præstigiis Jo. Morlini - 1570
- Repetitio Corporis Doctrinæ Ecclesiasticæ: Sicvt Ea Ex Verbo Dei, In Avgvstana Confessione, Apologia, & Articulis Schmalcaldicis comprehensa, Et ab illustrissimo Principe Duce Prussiae &c ac [...] ordinibus, [...] recepta & approbata [...]. - 1570
- Dispvtatio D. Ioachimi Morlini, Episcopi Sambiensis, De Commvnicatione Idiomatvm. Anno M.D.Lxxi. Hvic Adivncta Svnt, DE eadem Communicatione, Illustria Testimonia sacrae Scripturae. COLLECTA PER IOACHIMVM VVestphalum, Superintendentem Hamburgensem. ... - 1571
- De peccato originis scripta quaedam contra Manichaeorum delirium, Quod peccatum originis sit substantia - 1571
- Wider die landlügen, der Heidelbergischen Thelogen - 1585